# 矢田部氏永
矢田部 氏永（やたべ の うじなが、生年不詳 - 元慶4年（880年））は、平安時代前期の官人。姓はなしか。官位は正八位下・大膳史生。

## 概要
大膳史生を務めていたが、元慶4年（880年）4月8日に諸司の収文（調庸物の納入を証明する公文書）を偽造して淡路国の調である塩代の米50斛余を横領していたことが発覚。これにより調査が行われ、備前国・讃岐国でも同様に未収文を偽造していたことがみつかり、多数の出納関係者が連座して徒罪となった。同年12月に、藤原基経が太政大臣に任ぜられた際の大赦が行われ、この事件で投獄されていた者の多くが獄から出され、しばらくして左遷されたが、氏永は大赦を待たずに獄死した。

## 事件で処罰された人物
| 氏名       | 官位               | 処罰内容               |
| ---------- | ------------------ | ---------------------- |
| 矢田部氏永 | 正八位下・大膳史生 | 徒罪（獄死）           |
| 藤原安養   | 従六位下・少監物   | 徒罪のち備後権掾へ左遷 |
| 国瀬十一也 | 正六位上・民部大録 | 徒罪のち安芸権掾へ左遷 |
| 水康宗     | 正六位上・主計大充 | 徒罪のち越中権掾へ左遷 |
| 大石林継也 | 従七位下・中務少録 | 徒罪のち豊後大目へ左遷 |
| 坂本勝守   | 従八位下・中務史生 | 徒罪のち下総史生へ左遷 |
| 船福男     | 大初位下・民部史生 | 徒罪のち紀伊史生へ左遷 |
| 珍努三津雄 | 大初位下           | 徒罪のち三河史生へ左遷 |
| 置始縄継   | 従八位下           | 徒罪のち隠岐史生へ左遷 |
| 膳常道     | 従六位下           | 徒罪のち伊豆史生へ左遷 |